# Spread Your Wings
Spread Your Wings är en Queenlåt skriven av basisten John Deacon och finns med på albumet News of the World. Videon är inspelad vid samma tillfälle som bandet spelade in videon till "We Will Rock You". Båda videorna spelades in utanför Roger Taylors dåvarande bostad.

## Listplaceringar
| Lista (1978)  | Topplacering |
| ------------- | ------------ |
| Nederländerna | 20           |

### Fotnoter
1. ↑  ”Listplacering”. http://dutchcharts.nl/showitem.asp?interpret=Queen&titel=Spread+Your+Wings&cat=s. Läst 20 maj 2011.